# Eurysister carinatus
Eurysister carinatus är en skalbaggsart som beskrevs av Helava in Helava et al. 1985. Eurysister carinatus ingår i släktet Eurysister och familjen stumpbaggar. Inga underarter finns listade i Catalogue of Life.